# Cromo
El cromo es un elemento químico de número atómico 24 que se encuentra en el grupo 6 de la tabla periódica de los elementos. Su símbolo es Cr y su masa atómica 51,9961 Es un metal que se emplea especialmente en metalurgia. Su nombre cromo (derivado del griego chroma, ‘color’) se debe a los distintos colores que presentan sus compuestos.

## Características principales

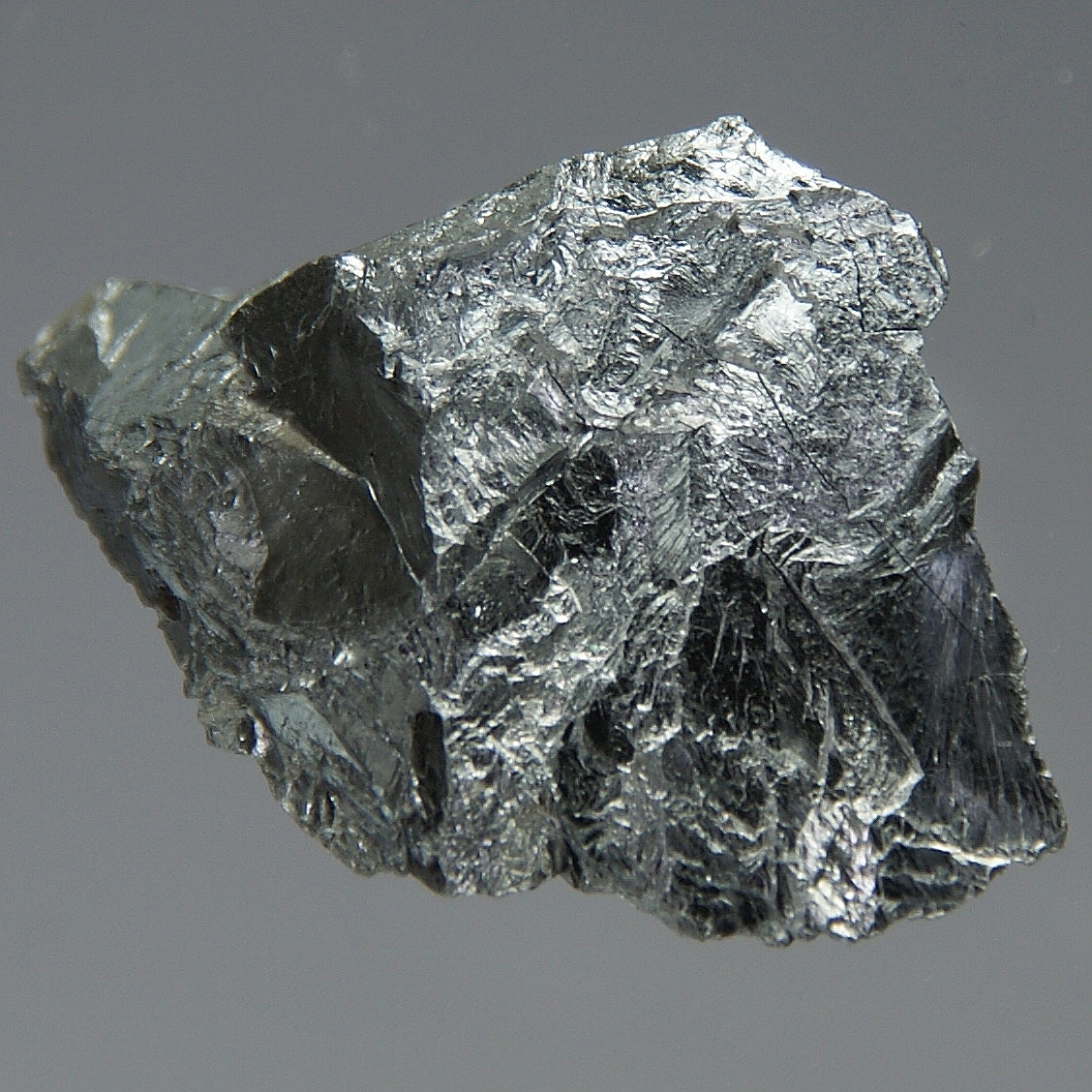
Muestra de cromo puro.

El cromo es un metal de transición duro, frágil, color blanco agrisado y brillante. Es muy resistente frente a la corrosión.
Su estado de oxidación más alto es el +6, aunque estos compuestos son muy oxidantes. Los estados de oxidación +4 y +5 son poco frecuentes, mientras que los estados más estables son +2 y +3. También es posible obtener compuestos en los que el cromo está presente en estados de oxidación más bajos, pero son bastante raros.

## Aplicaciones
- El cromo se utiliza principalmente en metalurgia para aportar resistencia a la corrosión y un acabado brillante.
  - En aleaciones, por ejemplo, el acero inoxidable es aquel que contiene más del 12 % de cromo, aunque las propiedades antioxidantes del cromo empiezan a notarse a partir del 5 % de concentración. Además tiene un efecto alfágeno, es decir, abre el campo de la ferrita y lo fija.
  - En procesos de cromado (depositar una capa protectora mediante electrodeposición). También se utiliza en el anodizado del aluminio.
  - En pinturas cromadas como tratamiento antioxidante
- Sus cromatos (cromato de plomo) y óxidos (óxido de cromo III o verde de cromo) se emplean en colorantes y pinturas. En general, sus sales se emplean, debido a sus variados colores, como mordientes.
- El dicromato de potasio (K2Cr2O7) es un reactivo químico que se emplea en la limpieza de material de vidrio de laboratorio y, en análisis volumétricos, como agente valorante.
- Es común el uso del cromo y de alguno de sus óxidos como catalizadores, por ejemplo, en la síntesis de amoníaco (NH3).
- El mineral cromita (Cr2O3·FeO) se emplea en moldes para la fabricación de ladrillos (en general, para fabricar materiales refractarios). Con todo, una buena parte de la cromita consumida se emplea para obtener cromo o aleaciones.
- En el curtido del cuero es frecuente emplear el denominado «curtido al cromo» en el que se emplea hidroxisulfato de cromo (III) (Cr(OH)(SO4)).
- Para preservar la madera se suelen utilizar sustancias químicas que se fijan a la madera protegiéndola. Entre estas sustancias se emplea óxido de cromo (VI) (CrO3).
- Cuando en el corindón (α-Al2O3) se sustituyen algunos iones de aluminio por iones de cromo se obtiene el rubí; esta gema se puede emplear, por ejemplo, en láseres.
- El dióxido de cromo (CrO2) se emplea para fabricar las cintas magnéticas empleadas en las casetes, dando mejores resultados que con óxido de hierro (III) (Fe2O3) debido a que presentan una mayor coercitividad.

## Historia

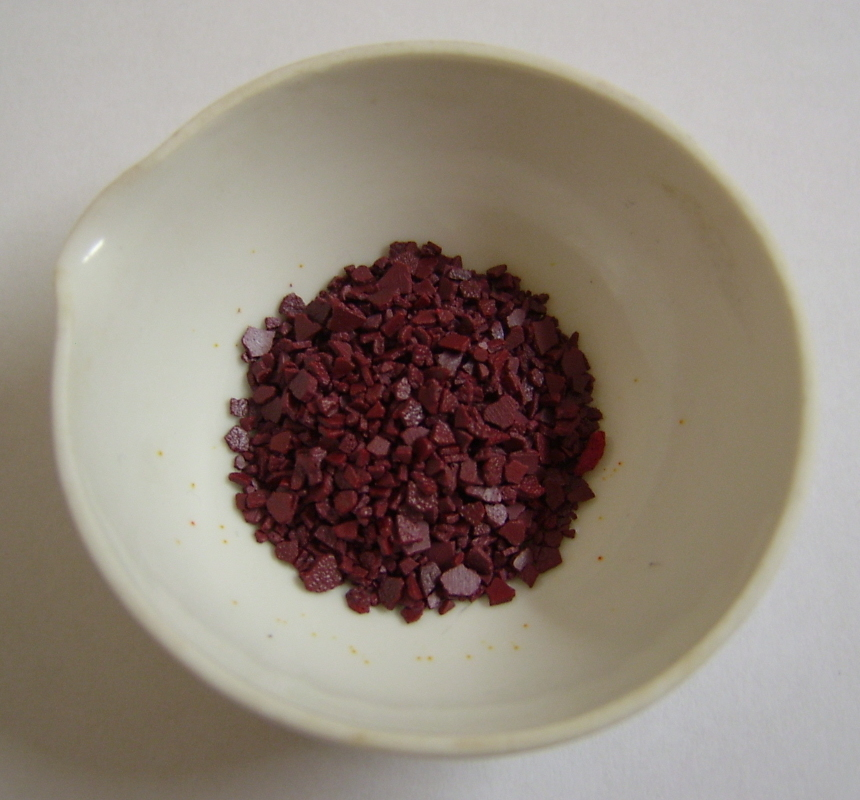
Óxido de cromo.

En 1766, el mineralogista alemán Johann Gottlob Lehmann analizó un mineral de color anaranjado rojizo conocido como plomo rojo de Siberia. Pudo determinar que contenía plomo y algún otro elemento, que finalmente no pudo descubrir ya que murió al año siguiente. El mineral molido resultaba ser muy útil en pinturas debido a sus propiedades de estabilidad como pigmento. Esta aplicación se extendió con rapidez, por ejemplo, se puso de moda un amarillo brillante, el amarillo de cromo, obtenido a partir de la crocoíta. Además los ejemplares con cristales de buena calidad eran muy apreciados por los coleccionistas.
En 1797 el químico francés Louis Nicolas Vauquelin obtuvo muestras del mineral, y mediante tratamiento con carbonato potásico fue capaz de precipitar el plomo manteniendo en disolución una sustancia desconocida que daba sales coloreados con otros metales. Posteriormente preparó el óxido de ese elemento, y en 1798 descubrió que se podía aislar cromo metálico calentando el óxido con carbón en polvo. Lo llamó cromo (del griego χρῶμα, chrōma, "color") debido a los distintos colores que presentan sus compuestos. También pudo detectar trazas de cromo en gemas preciosas, como por ejemplo, en rubíes y esmeraldas.
El cromo se empleó principalmente en pinturas y otras aplicaciones hasta que, a finales del siglo XIX, se empleó como aditivo en aceros. Este uso no se extendió hasta principios del siglo XX, cuando se comenzó a obtener cromo metálico mediante aluminotermia. Actualmente en torno a un 85% del cromo se utiliza en aleaciones metálicas.
Según un estudio arqueológico sobre las armas que usó el ejército de la dinastía Qin, datadas hacia los años 210 a. C., se descubrió que estaban recubiertas de cromo. Aunque probablemente se trate de una simple contaminación con minerales naturales de cromo tras estar enterrados tantos siglos, algunos investigadores piensan que los chinos desarrollaron las tecnologías suficientes como para producir un baño de cromo sobre algunos metales.

## Compuestos
El dicromato de potasio, K2Cr2O7, es un oxidante enérgico y se utiliza para limpiar material de vidrio de laboratorio de cualquier resto orgánico que pueda contener.
El «verde de cromo» (es el óxido de cromo (III), Cr2O3) es un pigmento que se emplea, por ejemplo, en pinturas esmaltadas y en la coloración de vidrios. El «amarillo de cromo» (cromato de plomo, PbCrO4) también se utiliza como pigmento.
También el cromo se encuentra en el dicromato de hierro (II) FeCr2O7, en estado mineral.[cita requerida]
No se encuentran en la naturaleza ni el ácido crómico ni el dicrómico, pero sus aniones se encuentran en una amplia variedad de compuestos. El trióxido de cromo, CrO3, el que sería el anhídrido del ácido crómico, se vende industrialmente como «ácido crómico». Empleado como uno de los componentes del proceso de los baños de cromado.

## Papel biológico
En principio se considera al cromo (en su estado de oxidación +3) un elemento esencial, aunque no se conocen con exactitud sus funciones. Parece participar en el metabolismo de los lípidos, en el de los hidratos de carbono, así como otras funciones.
Se ha observado que algunos de sus complejos parecen potenciar la acción de la insulina, por lo que se les ha denominado «factor de tolerancia a la glucosa»; debido a esta relación con la acción de la insulina, la ausencia de cromo provoca una intolerancia a la glucosa, y esta ausencia, la aparición de diversos problemas.
No se ha encontrado ninguna metaloproteína con actividad biológica que contenga cromo y por lo tanto no se ha podido explicar cómo actúa.
Por otra parte, los compuestos de cromo en el estado de oxidación +6 son muy oxidantes y carcinógenos.
La cantidad diaria recomendada de cromo es de 50-200 μg/día.

## Abundancia y obtención
Se obtiene cromo a partir de la cromita (FeCr2O4). La cromita se obtiene comercialmente calentando a la cromadora en presencia de aluminio o silicio (mediante un proceso de reducción). Aproximadamente la mitad de las cromitas se extraen de Sudáfrica. También se obtienen en grandes cantidades en Kazajistán, India y Turquía
Los depósitos aún sin explotar son abundantes, pero están geográficamente concentrados en Kazajistán y el sur de África.
En 2023 se produjeron unas 41 millones de toneladas de cromita, de la cual la mayor parte se emplea para aleaciones inoxidables (cerca del 70 %), por ejemplo para obtener ferrocromo (una aleación de cromo y hierro, con algo de carbono, los aceros inoxidables dependen del cromo, y su óxido protector). Otra parte (el 15 %, aproximadamente) se emplea directamente como material refractario y, el resto, en la industria química para obtener diferentes compuestos de cromo.
Se han descubierto depósitos de cromo metal, aunque son poco abundantes; en una mina rusa (Udachnaya) se producen muestras del metal, en donde el ambiente reductor ha facilitado la producción de diamantes y cromo elemental.
Las reservas mundiales superan las 12 000 millones de toneladas métricas de cromita de calidad, suficientes para satisfacer la demanda durante siglos. Los recursos mundiales de cromo están concentrados geográficamente (95 %) en Kazajistán y el sur de África.

## Producción mundial
Datos disponibles de la producción mundial de cromo en 2023, en miles de toneladas por año:
| Puesto | País         | Miles de toneladas |
| ------ | ------------ | ------------------ |
| 1      | Sudáfrica    | 18 000             |
| 2      | Turquía      | 6000               |
| 3      | Kazajistán   | 6000               |
| 4      | India        | 4200               |
| 5      | Finlandia    | 2000               |
|        | Otros países | 5200               |
|        | Total        | 41 000             |

## Isótopos
Se han caracterizado 19 radioisótopos, siendo el más estable el cromo-50 con un periodo de semidesintegración de más de 1,8 × 1017 años, seguido del cromo-51 con uno de 27,7025 días. El resto tiene periodos de semidesintegración de menos de 24 horas, la mayoría de menos de un minuto. Este elemento también tiene dos metaestados.
El peso atómico de los isótopos del cromo va desde 43 uma (cromo-43) a 67  uma (cromo-67). El primer modo de decaimiento antes del isótopo estable más abundante, el cromo-52, es la captura electrónica, mientras que después de este, es la desintegración beta.
El cromo-53 es el producto de decaimiento del manganeso-53. Los contenidos isotópicos en cromo están relacionados con los de manganeso, lo que se emplea en geología. Las relaciones isotópicas de Mn-Cr refuerzan la evidencia de aluminio-26 y paladio-107 en los comienzos del Sistema Solar. Las variaciones en las relaciones de cromo-53/cromo-52 y Mn/Cr en algunos meteoritos indican una relación inicial de 53Mn/55Mn que sugiere que las relaciones isótópicas de Mn-Cr resultan del decaimiento in situ de 53Mn en cuerpos planetarios diferenciados. Por lo tanto, el 53Cr da una evidencia adicional de procesos nucleosintéticos justo antes de la coalescencia del Sistema Solar.

## Precauciones
Generalmente, no se considera que el cromo metal y los compuestos de cromo (III) sean especialmente un riesgo para la salud; se trata de un elemento esencial para el ser humano, pero en altas concentraciones resulta tóxico.
Los compuestos de cromo (VI) son tóxicos si son ingeridos, siendo la dosis letal de unos pocos gramos. En niveles no letales, el Cr (VI) es cancerígeno. La mayoría de los compuestos de cromo (VI) irritan los ojos, la piel y las mucosas. La exposición crónica a compuestos de cromo (VI) puede provocar daños permanentes en los ojos.
La Organización Mundial de la Salud (O. M. S.) recomienda desde 1958 una concentración máxima de 0,05 mg de cromo por litro (VI) en el agua de consumo. Este valor se ha revisado en nuevos estudios sobre sus efectos en la salud, pero ha permanecido constante.

## Toxicología

### Introducción
El cromo, principalmente en forma de aleaciones y sales solubles del ion Cr [VI], ha sido utilizado ampliamente en industria durante más de un siglo. La experiencia ha demostrado que el cromo, en exposiciones excesivas, puede actuar como irritante cutáneo, como carcinógeno y como alérgeno en el ser humano.
El Cr [VI] es aceptado como el principal responsable de las respuestas tóxicas mientras que los compuestos de Cr [III] han sido relacionados como irritantes pero no como carcinógenos o alérgenos.

### Toxocinética
•	Compuestos de Cr [III]
Las sales de Cr [III] se absorben muy poco tras una exposición oral, tópica o inhalatoria. Es muy poco permeable e incluso a pH fisiológico en disolución acuosa se hidroliza y precipita, acumulándose posteriormente en los sitios de unión a cationes de la membrana celular.
A diferencia de otras sales de Cr(III), el lactato de cromo muestra una mayor solubilidad y biodisponibilidad
•	Compuestos de Cr[VI]
Se absorbe el 10 % por vía oral y por vía inhalatoria se ha demostrado su absorción pero no se conoce con exactitud en qué grado ya que depende de la solubilidad de los distintos compuestos de Cr [VI]. Existe una reducción significativa de la eficacia de los macrófagos pulmonares para reducir el Cr [VI] en fumadores. El Cr [VI] en sangre se transporta selectivamente en eritrocitos, es reducido y se une a la hemoglobina. A pH corporal atraviesa las membranas celulares vía band 3 protein, la cual transporta también aniones sulfato y fosfato.

### Efectos en humanos
Exposición aguda
En adultos, la dosis oral mortífera se considera que es 50-70 mg. de cromatos solubles por kilogramo de peso. Absorción intestinal. Los efectos clínicos de una intoxicación aguda son vómitos, diarrea, hemorragia en el tracto gastrointestinal provocando un shock cardiovascular. Las secuelas de la exposición aguda son necrosis hepática y renal.
Exposición dérmica
En exposición dérmica se han detectado úlceras crónicas y dermatitis irritativa aguda. También se ha descrito dermatitis alérgica de contacto.
En la exposición cutánea, sobre todo para el Cr[III], se ha informado de mecanismo el Cr [IV] entra en la célula y es reducido a Cr [III] y es este el que se conjuga con las proteínas formando así el antígeno completo que inicia la reacción alérgica.
Exposición inhalatoria
La vía inhalatoria representa la vía de exposición más peligrosa de los compuestos de Cr [IV] sobre todo para efectos a largo plazo, estos ocurren cuando los mecanismos de defensa específicos del tracto respiratorio y los mecanismos de reducción local son sobrepasados por la cantidad de metal.
Si la exposición es respiratoria se produce una marcada irritación en el tracto respiratorio. También se han descrito ulceraciones y perforaciones del tabique nasal. Se ha relacionado con cáncer senonasal y pulmonar. La inhalación de cromo hexavalente también puede dar lugar a cáncer de hueso, próstata, estómago, riñón y vejiga urinaria además de en el sistema hematopoyético.
Se han informado de casos de rinitis, broncoespasmo y neumonía en exposición laboral.
Hepatotoxicidad
Múltiples publicaciones han llegado a la conclusión que el Cr VI es potencialmente hepatotóxico. Su toxicidad se basa en la disminución significativa de moléculas antioxidantes como el glutatión, vitamina C, así como de la actividad de las enzimas antioxidantes glutatión peroxidasa y superóxido dismutasa. También se sugiere que el cromo induce daño tisular provocando la pérdida de la viabilidad de los hepatocitos y que puede acumularse en el tejido hepático.
Nefrotoxicidad
El cromo puede provocar daños a nivel renal mediante mecanismos de lesión oxidante causando necrosis tubular aguda. El cromo causa una proteinuria severa en forma progresiva seguida por poliuria y glucosuria y se sugiere que la toxicidad del dicromato se debe a su influencia en el funcionamiento del túbulo proximal.

### Mecanismo de acción
Las sales de Cr [VI] producen daño en el ADN, mutaciones genéticas, intercambio entre cromátidas hermanas, aberraciones cromosómicas, transformaciones celulares y mutaciones letales. Esto no ocurre con el Cr [III].
Los compuestos generados durante la reducción de Cromo hexavalente se han relacionado con la genotoxicidad. Agentes reductores implicados son la cisteína y el glutatión.
Los radicales libres de oxígeno generados por reacciones mediadas por el cromo activan la transcripción de NF-kB, el cual es un activador crítico de genes involucrados con la inflamación, inmunidad y apoptosis.

### Exposición al cromo y fuentes en la naturaleza
La presencia de cromo hexavalente en la naturaleza es debida principalmente a la actividad industrial pudiendo pasar este al aire, al agua o quedar en forma de sedimentos. La principal fuente industrial de cromo es la cromita mineral. Los cromatos son producidos por procesos de fundición, tostado y extracción. El ferrocromo es utilizado en la producción de acero inoxidable y otras aleaciones. Así mismo, los compuestos de cromo son utilizados en enchapado, curtido de cuero, fabricación de colorantes y pigmentos, utensilios de cocina y como conservantes de la madera.